# An Fál Carrach
Falcarragh (iriska: An Fál Carrach) är en ort i republiken Irland. Den ligger i grevskapet County Donegal och provinsen Ulster, i den norra delen av landet. Falcarragh ligger 53 meter över havet och antalet invånare är 860.
Terrängen runt Falcarragh är platt åt nordväst, men åt sydost är den kuperad. Havet är nära Falcarragh åt nordväst. Trakten runt Falcarragh består i huvudsak av jordbruksmark.